# Extrakunia februalis
Extrakunia februalis là một loài bướm đêm trong họ Noctuidae.